# تاكاهيكو سوميدا
تاكاهيكو سوميدا (باليابانية: 住田 貴彦) (12 مارس 1991 في يوناغو في اليابان – )؛ هو لاعب كرة قدم ياباني سابق كان يلعب كمهاجم.

## وصلات خارجية
- تاكاهيكو سوميدا على موقع رابطة كرة القدم اليابانية للمحترفين (اليابانية)
- تاكاهيكو سوميدا على موقع قاعدة بيانات كرة القدم.إي يو (الإنجليزية)
- تاكاهيكو سوميدا على موقع Soccerway.com (الإنجليزية)
- تاكاهيكو سوميدا على موقع عالم كرة القدم.نت (الإنجليزية)
- تاكاهيكو سوميدا على موقع كووورة